# Theronopus tsavoensis
Theronopus tsavoensis är en insektsart som beskrevs av Webb 1983. Theronopus tsavoensis ingår i släktet Theronopus och familjen dvärgstritar. Inga underarter finns listade i Catalogue of Life.